# Picot sultà de Java
El picot sultà de Java (Chrysocolaptes strictus)
és un ocell de la família dels pícids (Picidae) que habita els boscos i manglars de Java, Bali i les illes Kangean.